# Sterculia rhynchocarpa
Sterculia rhynchocarpa är en malvaväxtart som beskrevs av Karl Moritz Schumann. Sterculia rhynchocarpa ingår i släktet Sterculia och familjen malvaväxter. Inga underarter finns listade i Catalogue of Life.